# Nam Tirol
Nam Tirol (tiếng Ý: Sudtirolo hoặc  Alto Adige) là tỉnh nằm tận cùng phía Bắc của Ý. Trung tâm hành chính tỉnh là thành phố Bolzano. Tỉnh này có 116 đơn vị hành chính. Tỉnh lỵ là thành phố Bolzano (tiếng Đức: Bozen, Ladin: Balsan). Tỉnh có diện tích 7.400 km² và tổng dân số 493.910 người (2008). Khu vực này nổi tiếng với dãy núi như Dolomites, là một phần đáng kể của vùng núi Alps.
Cùng với tỉnh Trentino nó hợp thành vùng tự trị Trentino-Nam Tirol.

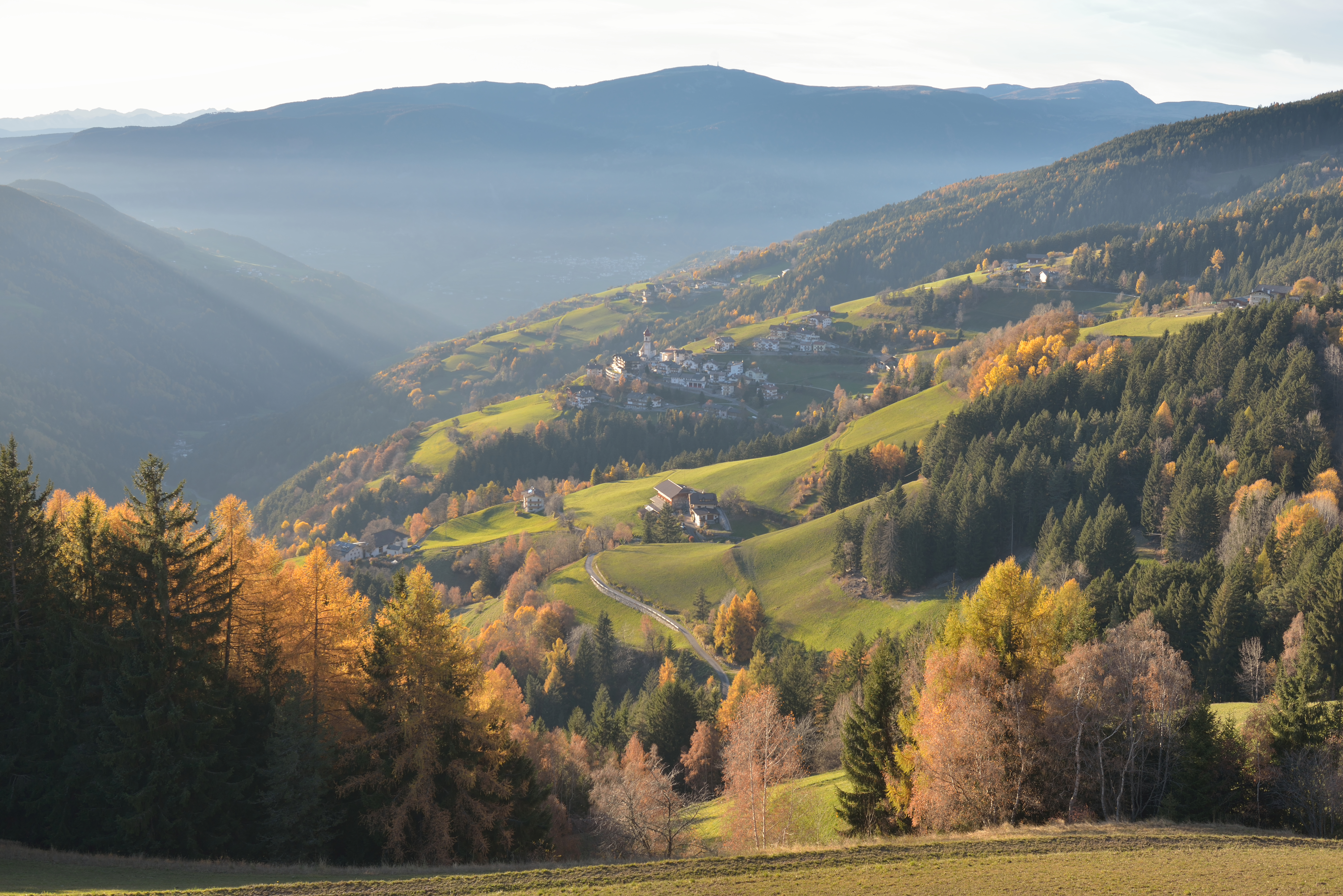
Thung lũng Val Gardena ở Laion, Nam Tirol, Ý.